# سلیمان حییم
سلیمان حَییم (زادهٔ ۱۲۶۶، تهران – درگذشتهٔ ۲۵ بهمن ۱۳۴۸، تهران) فرهنگ‌نویس، مترجم، نویسنده و شاعر ایرانی بود. به وی لقب «پدر فرهنگ‌نویسی دوزبانهٔ ایران» را داده‌اند.

## زندگی
سلیمان حَییم در سال ۱۲۶۶ خورشیدی (۱۸۸۷ میلادی) در تهران در یک خانوادهٔ مذهبی یهودی متولد شد. پدرش «حَییم اسحق» و مادرش «خانم»، هر دو از اهالی شیراز بودند. پدر در تهران بزرگ شده و شغلش لحاف‌دوزی بود. سلیمان خردسال چون سایر همسالان آن زمان خود تحصیلات ابتدایی را در مکتب آموخت. وی پس از تأسیس دبیرستان اتحاد در تهران وارد این دبیرستان شد و تحصیلات خود را ادامه داد و سپس در سال ۱۲۸۵ وارد کالج آمریکایی تهران شد. در آنجا زبان انگلیسی را به‌خوبی فرا گرفت و پس از پایان تحصیلات در سال ۱۲۹۴ در همین کالج مشغول به تدریس گردید. در آن موقع ریاست کالج آمریکایی (بعداً دبیرستان البرز) به عهده دکتر ساموئل جردن آمریکایی بود.
حییم از آغاز کار تدریس، تألیف فرهنگ کوچک انگلیسی به فارسی را شروع کرد و مدت زیادی را صرف آن کرد. در اینجا بود که حییم مورد تشویق وزیر فرهنگ وقت علی‌اصغر حکمت قرار گرفت و حتی حکمت ترتیب چاپ فرهنگ را داد ولی با کنار رفتن او، چاپ فرهنگ برای مدتی به تعویق افتاد. از سال ۱۳۰۱ به دنبال ورود مشاوران آمریکایی به ایران و آغاز کار آرتور میلسپو به‌عنوان مشاور وزارت مالیه، حییم با سمت مترجم در وزارت دارایی مشغول شد. سلیمان حییم در سال ۱۳۰۳ ازدواج نمود و حاصل این ازدواج شش فرزند بود.
در دوران خدمت در وزارت مالیه، حییم در سخت‌ترین شرایط موفق به تألیف اولین فرهنگ‌نامه انگلیسی شد که با همت برادران بروخیم (اسحق و یهودا) در سال ۱۳۰۸ خورشیدی منتشر گردید. فرهنگ انگلیسی به فارسی حییم، پس از فرهنگ انگلیسی به فارسی آرتور ولاستون (منتشر شده در ۱۲۶۱) به‌عنوان بهترین فرهنگ در نوع خود شناخته شد، و استقبال گسترده‌ای که از آن به عمل آمد، انگیزهٔ حییم برای ادامهٔ کار و تألیف و نشر فرهنگ‌های جامع‌تر شد.

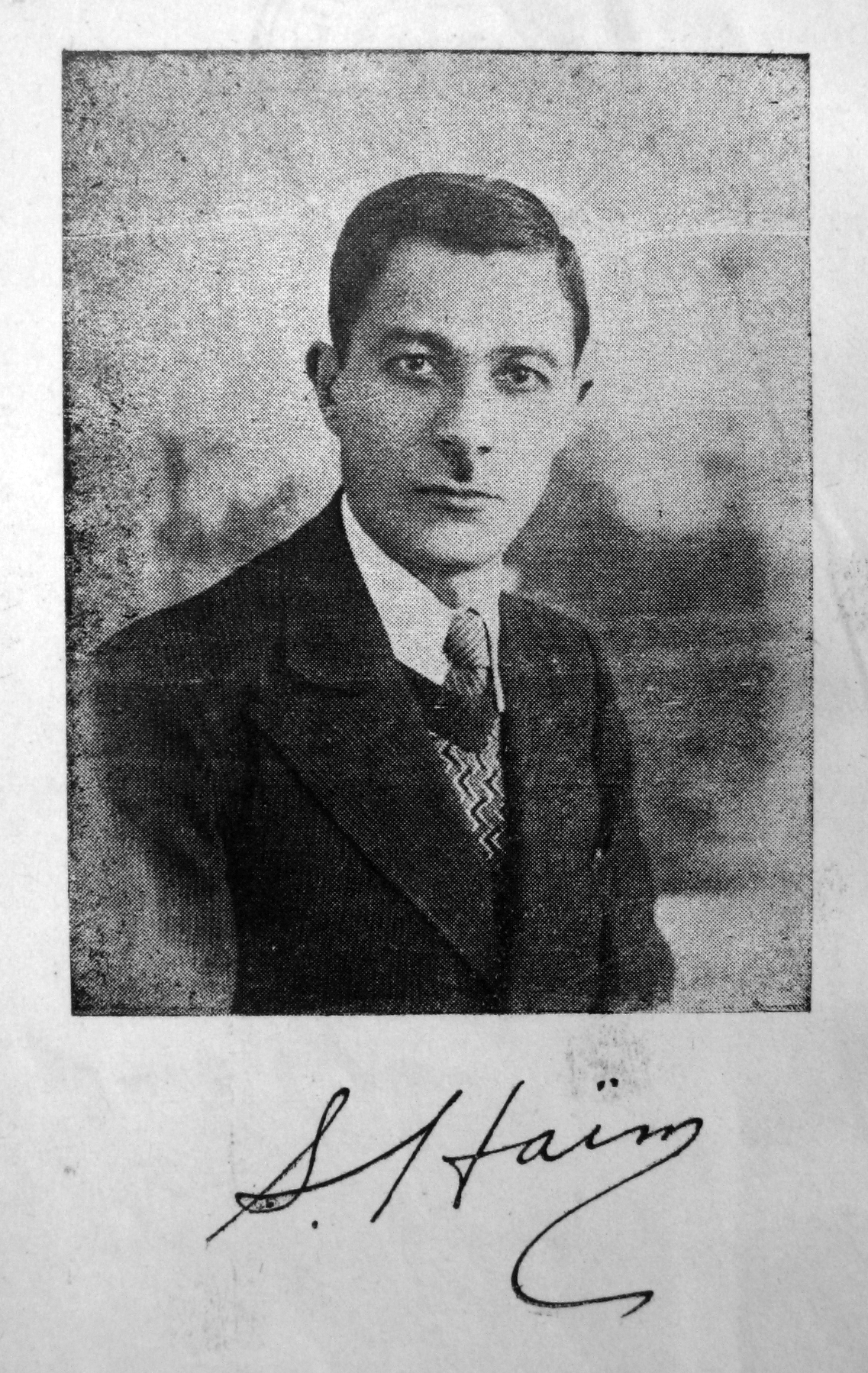
عکسی از سلیمان حییم و امضای او برگرفته از چاپ قدیمی فرهنگ انگلیسی-فارسی حییم

در سال‌های بعد، سلیمان حییم سمت ریاست دارالترجمه شرکت نفت ایران و انگلیس را به عهده گرفت و بعدها در شرکت ملی نفت ایران به سمت مدیر ادارهٔ خرید منصوب گردید. در اواسط دههٔ ۱۳۳۰ بازنشسته شد. در این بین به فکر تألیف فرهنگ عبری به فارسی افتاد و مدت ۱۰ سال در این راه کوشش کرد که پس از چاپ مورد استقبال واقع شد. وی فرهنگ فارسی به عبری را نیز تألیف نمود ولی مهلت چاپ آن را نیافت و انجمن کلیمیان تدوین و چاپ آن را به عهده گرفت.
فرهنگ فرانسه به فارسی، فرهنگهای بزرگ یک جلدی و دو جلدی فارسی به انگلیسی و انگلیسی به فارسی نیز از جمله تألیفات او هستند. همچنین کتاب ضرب‌المثل‌های فارسی به انگلیسی از آثار برجستهٔ او به‌شمار می‌آید. سلیمان حییم علاوه بر اینها دست به تألیف کتاب دستور زبان فارسی زد که موفق به چاپ آن نگردید.
حییم علاوه بر اینها در نمایشنامه‌نویسی و بازیگری نیز دستی داشت. نمایشنامه‌های استر و مردخای، روت و نَعومی، و یوسف و زلیخا را نوشت، و این سه نمایشنامه را خود روی صحنه آورد و در بعضی از آنان نیز نقش‌هایی ایفا کرد.
سلیمان حییم در روز شنبه ۲۵ بهمن ماه ۱۳۴۸ بر اثر سکته قلبی در سن ۸۲ سالگی در تهران از دنیا رفت. به نوشته کریم امامی (از پست و بلند ترجمه، ص ۱۹۱) در فرهنگ‌های حییم که طی سه دهه پس از مرگ او پیاپی تجدید چاپ شده‌اند به‌زحمت می‌توان چند سطر اطلاع صحیح دربارهٔ زندگی او یافت. تنها در یکی دو سال اخیر بوده‌است (نیمه دوم دههٔ ۱۳۷۰) که جمعی از دوستداران او مجلسی در بزرگداشت او در خارج از کشور برپا کردند. در تنظیم این مقاله از اطلاعات مندرج در همان مجلس استفاده شده که در جلد سوم کتاب یهودیان ایرانی در تاریخ معاصر (به‌کوشش هما سرشار) نقل شده‌است. پس از سلیمان حییم کمتر کسی در میان کلیمیان ایران مانند وی سرمایهٔ زندگی و تخصص خود را وقف ادبیات و علوم انسانی کرده‌است. در ایران معاصر در بین اقلیت یهودی ایران بجز سلیمان حییم، دکتر مرتضی معلم نیز فرهنگ فارسی به فرانسه تألیف نموده‌است و نیز دکتر فرشید دلشاد، زادهٔ شیراز، از نوادگان دور سلیمان حییم، در زمینهٔ زبان‌شناسی و واژه‌شناسی دارای پژوهش‌هایی است و در سطح ملی و بین‌المللی آثاری را به چاپ رسانده‌است.

## کار حرفه‌ای

### زبان‌شناسی
حییم، به شهادت آثارش، به جز انگلیسی، زبانهای فرانسوی و عبری و احتمالاً عربی را به خوبی، و ترکی و آلمانی و روسی را در حدی که از لغتنامه‌های آنها استفاده کند، می‌دانسته‌است. اظهارنظرهای دقیق او دربارهٔ لغاتِ ترکیِ دخیل در فارسی، این تصور را ایجاد کرده بوده که وی از یهودیان تبریز بوده‌است.
حییم زبان عبری و علوم دینی یهودی را از کودکی نزد حاخام حییم موره آموخت و به تدریج نقش دستیار استادش را پیدا کرد و به دلیل نابینایی وی، سخنان او را روی کاغذ می‌آورد که حاصل آن سه کتاب (به نامهای دِرِخ حییم، پاتح الیاهو، و گِدولت مردخای) است.
احاطه حییم به اصطلاحات یهودی و مسیحی از امتیازات فرهنگ‌های اوست و ظاهراً ترجمه مقالات راجع به دین یهود در دائرةالمعارف فارسی، به سرپرستی غلامحسین مصاحب، نیز از اوست.

### شعر و نمایش‌نامه
حییم به ادبیات فارسی عشق می‌ورزید و دیوانهای حافظ و سعدی کتاب بالینی او بود. او قادر بود در سبکهای گوناگون به انگلیسی و عبری و فارسی شعر بگوید، اما عمده اشعارش به فارسی است، اما آنها را به چاپ نرساند.
وی از پیشکسوتان نمایشنامه‌نویسی در ایران نیز محسوب می‌شود و قصه‌های یوسف و زلیخا، روت و نَعومی، اِستر و مُردخای (هر سه از قصه‌های تورات) را به شکل نمایشنامه منظوم تنظیم کرد که در زمان حیاتش اجرا شد. نمایشنامه یوسف و زلیخا در ۱۳۰۷ش به چاپ رسید

## فهرست آثار
فهرست فرهنگ‌های سلیمان حییم به گزارش کریم امامی به قرار زیر است:
- فرهنگ جامع انگلیسی-فارسی (۲ جلد)، ۱۳۰۸ و ۱۳۱۱
- فرهنگ جامع فارسی-انگلیسی (۲ جلد)، ۱۳۱۲ و ۱۳۱۴
- فرهنگ فرانسه به فارسی، ۱۳۱۶
- فرهنگ بزرگ انگلیسی به فارسی دوجلدی، ۱۳۲۰ و ۱۳۲۲ (چاپ جدید ۱۳۷۶ توسط انتشارات فرهنگ معاصر)
- فرهنگ یک‌جلدی فارسی به انگلیسی، ۱۳۳۲ (چاپ جدید ۱۳۷۴ توسط انتشارات فرهنگ معاصر)
- فرهنگ کوچک فارسی به انگلیسی، ۱۳۳۳
- امثال فارسی به انگلیسی، ۱۳۳۴
- فرهنگ کوچک انگلیسی به فارسی، ۱۳۳۵ (ویرایش جدید ۱۳۷۳ توسط انتشارات فرهنگ معاصر)
- فرهنگ عبری به فارسی، ج اول، ۱۳۴۰
- فرهنگ کوچک فرانسه-فارسی، ۱۳۴۵
- فرهنگ فارسی به عبری ۱۳۹۴

## پانوشت‌ها
1. ↑  «نگاهی به زندگانی سلیمان حییم». www.iranjewish.com. دریافت‌شده در ۲۰۲۵-۰۴-۱۴.
2. ↑  «گنجينه هاي فرهنگ يهوديان ايران». www.iranjewish.com. دریافت‌شده در ۲۰۲۵-۰۴-۱۴.
3. ↑  «مفاخر جامعه يهوديان ايران: استاد سليمان حييم». www.iranjewish.com. دریافت‌شده در ۲۰۲۵-۰۴-۱۴.
4. ↑  امامی، ج ۲، ص ۱۹۳
5. ↑  داریوش حییم، ص ۷، ۱۰؛ آصف، افق بینا، سال ۲، ش ۱۰، ص ۲۵
6. ↑  امامی ج ۱، ص ۱۸۳، ج ۲، ص ۲۰۹
7. ↑  داریوش حییم، ص ۵–۶؛ امامی، ج ۲، ص ۱۹۴؛ آصف، افق بینا، سال ۲، ش ۱۱، ص ۳۵
8. ↑  امامی، همان‌جا؛ صیاد، ص ۲۸۰–۲۸۱
9. ↑  کریم امامی، از پست و بلند ترجمه، ص ۱۹۷